# Kaple Božského srdce Páně (Olomouc)
Kaple Božského srdce Páně je bývalá ústavní kaple kongregace Milosrdných sester III. řádu sv. Františka z Assisi postavená v letech 1947–1950 podle návrhu architekta Jaroslava Čermáka v areálu Fakultní nemocnice Olomouc.

## Historie
Olomoucká nemocnice byla založena roku 1896. Předchůdce dnešní Fakultní nemocnice v Olomouci se začal stavět dva roky po vydání souhlasu císaře Františka Josefa I. a Zemského sněmu v Brně s budováním Zemských ústavů v Olomouci. Nová nemocnice byla postavena na Tabulovém vrchu a předána do užívání 19. srpna 1896.
Kromě nemocničních oddělení a dalších zařízení byl v nemocnici zřízen domov řádových sester. Sestry terciářky vyznávají kult Božského Srdce Páně, který spolu s ostatními středověkými mystiky rozvíjel i sv. František z Assisi.
Architekt Jaroslav Čermák, který byl též členem III. řádu sv. Františka z Assisi, pro ně navrhl ústavní kapli Božského srdce Páně, která byla v areálu Fakultní nemocnice v Olomouci dokončena v roce 1950, jako poslední z realizovaných staveb tohoto architekta.

## Popis stavby
V této pozdně funkcionalistické stavbě uplatnil architekt Čermák, podle mínění odborníků, zřejmě teologický antropomorfismus, protože půdorys kaple připomíná svojí geometrií řez ležícím lidským srdcem. Čtyři srdeční dutiny představují dvě síně: narthex (přesíň) a nad ní kůr a dvě komory: loď kaple a presbytář. Šikmo seříznutý sanktusník připomíná aortu a dlouhá chodba, spojující kapli s nynějším lůžkovým oddělením neurologie je analogií dolní duté žíly. Monolitický betonový strop kaple s žebrovím může připomínat krevní řečiště. V této souvislosti je však třeba si připomenout i slova výtvarníka, historika a kritika sakrální architektury Karla Rechlíka: „pro vynikající díla je příznačné, že vyvolávají asociace v prostoru a čase“. Při pohledu zvenku připomíná stavba tovární architekturu s osmi úzkými okny po stranách lodi. Podle dochovaných zbytků vitráží je zdobily jednoduché geometrické motivy, zakončené červeným srdcem.
Při akci násilného vyklízení ženských klášterů musely sestry terciářky opustit svůj olomoucký klášter i nemocnici. V roce 1958 byl olomoucký akustik Miloš Libra pověřen adaptací interiéru kaple na akustický sál pro potřeby výuky posluchačů lékařské fakulty, kteří v nemocnici též praktikovali. Při této adaptaci na sál bruselského stylu byla akustickými panely, kromě stěn, zakryta i okna.

## Využití
Kaple Božského srdce Páně je svým umístěním jen těžko dostupná špatně chodícím pacientům, a proto byla zřízena poblíž vstupu do nemocnice náhradní kaple, bez větší umělecké hodnoty. Původní kaple, přebudovaná na posluchárnu, tak slouží nadále studentům medicíny, oboru neurologie. Nadějí, že by kapli byla vrácena její původní podoba, by byla žádost o její vydání v rámci restitučních vyrovnání mezi církví a státem. Protože však sestry terciářky již jeden kostel v Olomouci v rámci restitučního řízení dostaly, je další osud této stavby nejistý.